# Jan Gajdoš
Jan Gajdoš (27. prosince 1903 Židenice – 19. listopadu 1945 Brno) byl československý gymnasta, olympionik, který získal stříbrnou medaili z olympijských her.

## Životopis
V Amsterdamu 1928 získal stříbro v soutěži družstev. Na LOH 1936 obsadil v soutěži družstev 4. místo. Vrcholem jeho kariéry bylo Mistrovství světa v Praze 1938, kde se stal trojnásobným mistrem světa.
V létech 1929–1930 působil jako cvičitel v Sokole Plzeň Chicago v USA. Zde na II. americkém sletu sokolů vybojoval 1. místo, jako cvičitel nastudoval skladbu pro muže, kterou sám složil, a rovněž vybojoval 1. místo. Do USA se pak vrátil ještě jednou s velkou československou sokolskou výpravou v roce 1933.
Šel spolu s dalšími význačnými sportovci své doby v čele slavnostního průvodu Prahou při X. Všesokolském sletu v roce 1938.

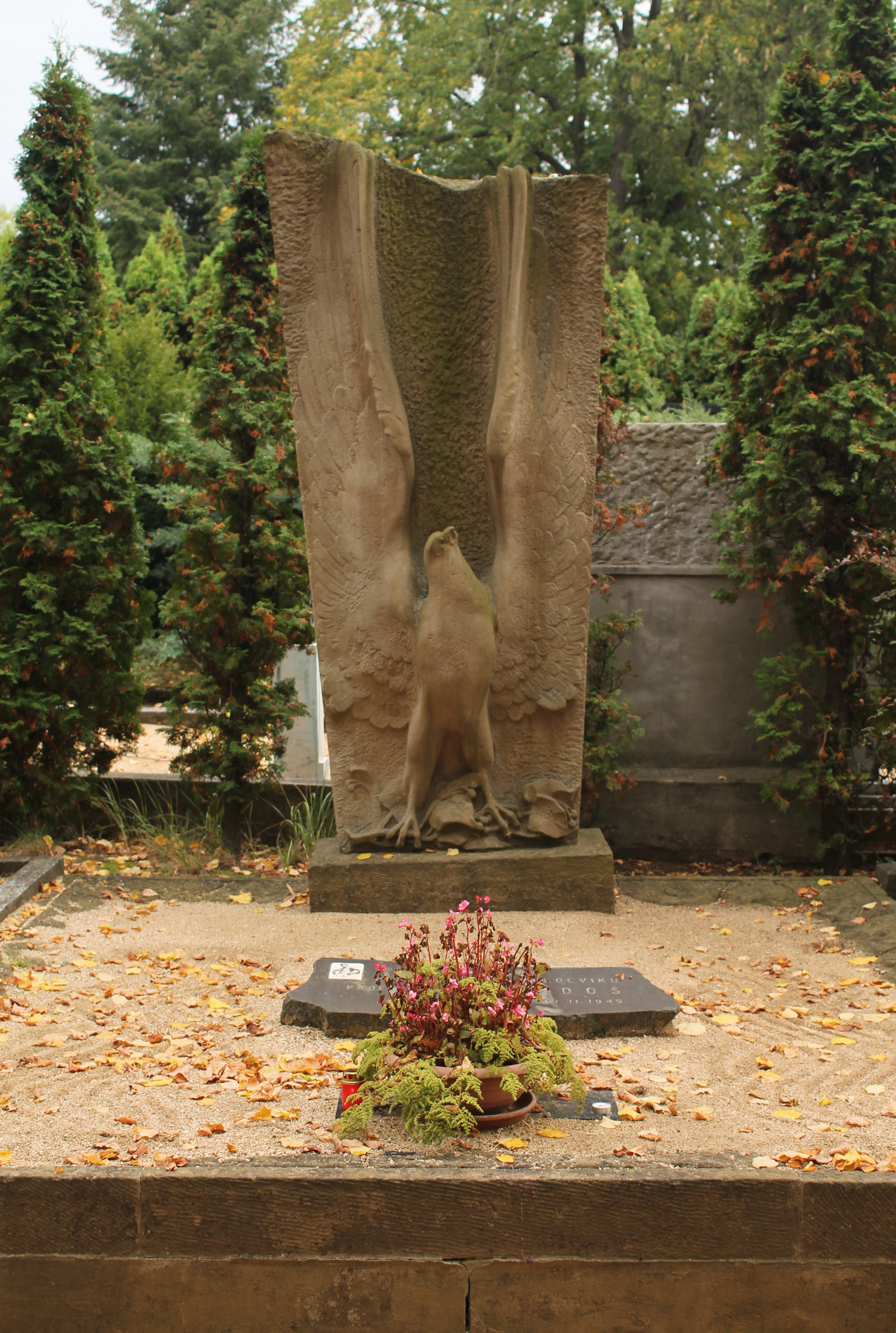
Hrob Jana Gajdoše na hřbitově v Brně-Židenicích

V roce 1943 se Jan Gajdoš stal jedním ze zakládajících členů Jachetního odboru Českého veslařského klubu v Brně, z něhož po osvobození vznikl Yacht klub Brno. Byl jeho prvním kapitánem a podílel se na organizaci prvního závodu plachetnic na Kníničské přehradě na podzim 1943. Na jeho památku se pak až do 60. let vypisoval závod Gajdošův memoriál, původně pro třídu Olympijská jola, později i pro ostatní lodní třídy.

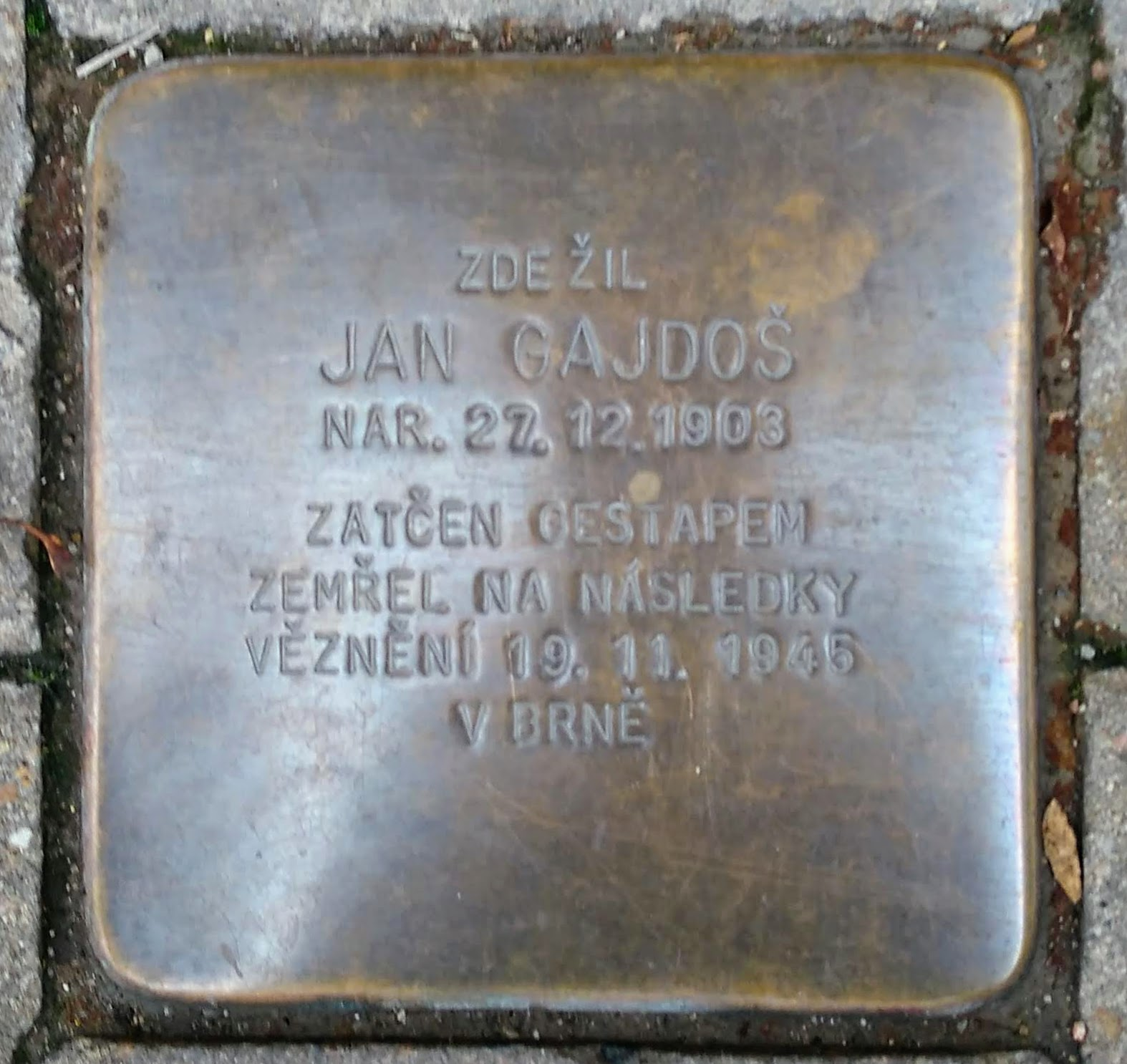
Kámen zmizelých před rodným domem v Kuklenské ulici v Židenicích

Po okupaci nacisty působil v odbojovém hnutí v sokolské odbojové organizaci Jindra jako vedoucí odbojové skupiny v Brně. Počátkem roku 1944 byl zatčen gestapem a vězněn ve třech nacistických káznicích. Zemřel v roce 1945 na následky věznění v koncentračním táboře.
Roku 2018 byl prezidentem Milošem Zemanem in memoriam oceněn Řádem bílého lva.

## Fotbal
Měl nadání na řadu sportů, hrál také fotbal. Ve 20. letech 20. století byl několik let brankářem SK Židenice, po konfliktu s jedním z funkcionářů přešel ke gymnastice. Ulice, na níž je dnes původní stadion ČAFC Židenice a také židenická sokolovna, ve které Jan Gajdoš začínal cvičit, byla na jeho počest v roce 1946 přejmenována na ulici Gajdošovu.